# Назарли, Хикмет Баба оглы
Хикмет Баба оглы Назарли (азерб. Hikmət Baba oğlu Nəzərli; 7 марта 1966 — 26 февраля 1992) — военнослужащий Вооружённых сил Республики Азербайджан. Национальный герой Азербайджана (1992).

## Биография
Родился Хикмет Назарли 7 марта 1966 года в городе Баку, Азербайджанской ССР. Родом происходил из бакинского посёлка Мардакян. В 1973 году поступил в первый класс 27-й школы Хатаинского района Баку. В связи со служебной командировкой отца, вся семья переехала в город Ташкент, где Хикмет и завершил обучение в школе. После окончания школы вместе с матерью и сёстрами вернулся в Баку.
В 1984 году Назарли был призван на действительную срочную воинскую службу в ряды Советской армии. Направлен служить в школу разведчиков в город Душети Грузинской ССР. В 1986 году, демобилизовавшись из армии, Хикмет устроился на работу в Управление пожарной охраны Министерства внутренних дел Азербайджанской ССР. В том же году Назарли поступил в Азербайджанский политехнический институт.
Хикмет Назарли не смог остаться в стороне от событий армяно-азербайджанского конфликта. Он добровольно записался в батальон самообороны, созданный в посёлке Шихово. В конце декабря 1991 года, когда в Нагорном Карабахе и прилегающих районах шли военные действия, Хикмет был направлен на фронт в район города Агдам. С самого первого дня своей службы выделялся военными навыками, знанием разведывательной тактики, а также ловкостью и бесстрашием. Назарли участвовал в защите прилегающих населённых пунктов дороги Умудлу — Ходжалы. Именно в этом районе противник постоянно обстреливал пассажирские автобусы и другие транспортные средства, пытался захватить мирных граждан в заложники.
Уводя жителей села Умудлу в безопасное место, Хикмет сильно заболел. Лечился в госпитале, но вернулся в боевое подразделение. В конце февраля 1992 года вооружённые формирования противника осуществили жестокую расправу, практически полностью уничтожив город Ходжалы. Хикмет Назарли машиной старался создавать препятствие для наступающего врага, перевозил детей и женщин в безопасные места. Когда прорваться в Ходжалы уже стало невозможным, Хикмет вместе с несколькими боевыми товарищами удалился в лес недалеко от оккупированного города. Дальнейших сведений о Хикмете Назарли больше не поступало. Он пропал без вести.
Был женат, воспитывал сына.

## Память

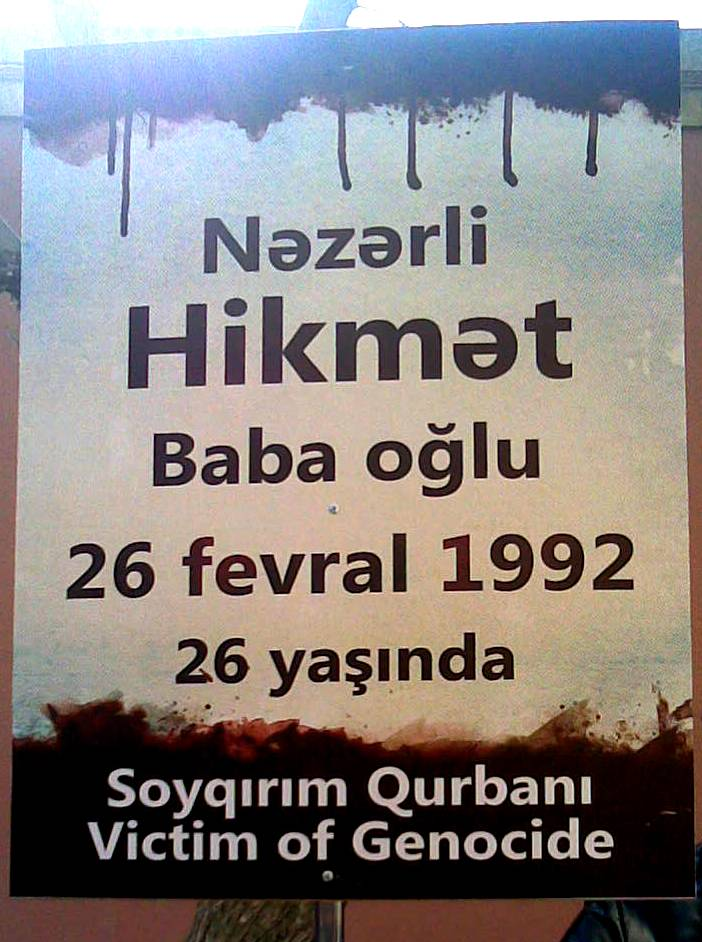

Указом Президента Азербайджанской Республики № 178 от 9 сентября 1992 года Хикмету Баба оглы Назарли было присвоено звание Национального героя Азербайджана (посмертно).